# Pinakothek der Moderne

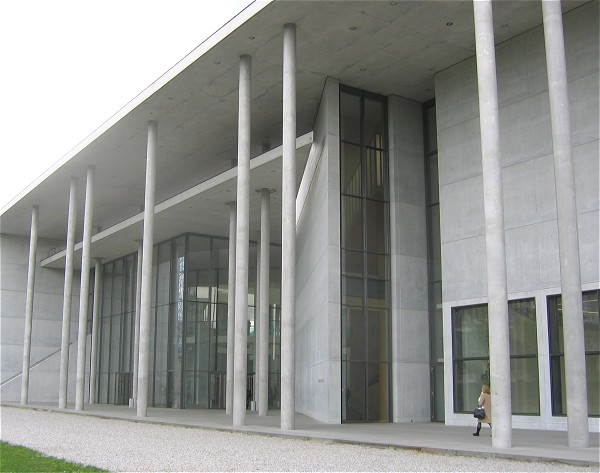
Pinakothek der Moderne, exterior.

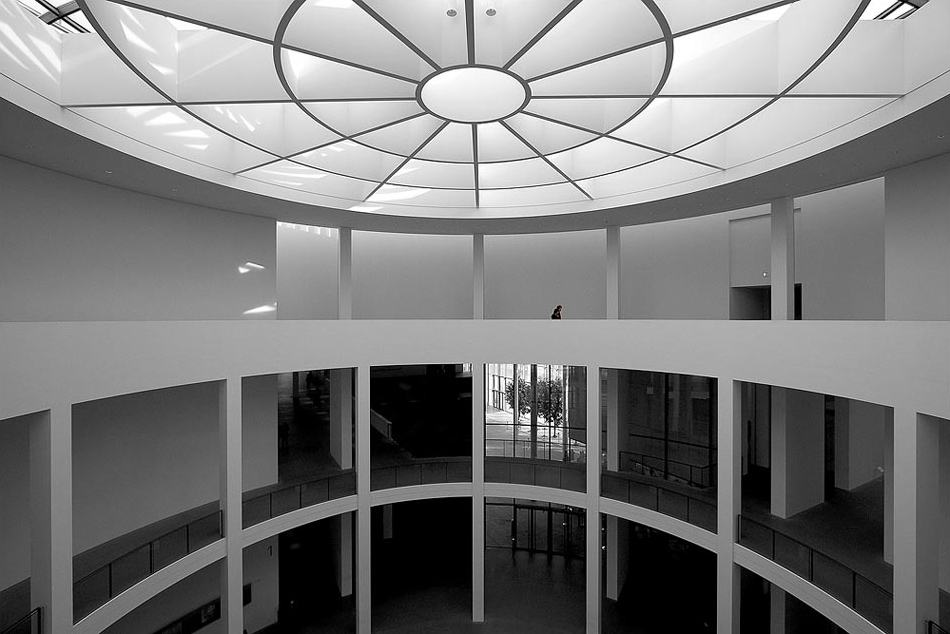
Pinakothek der Moderne, rotonda.

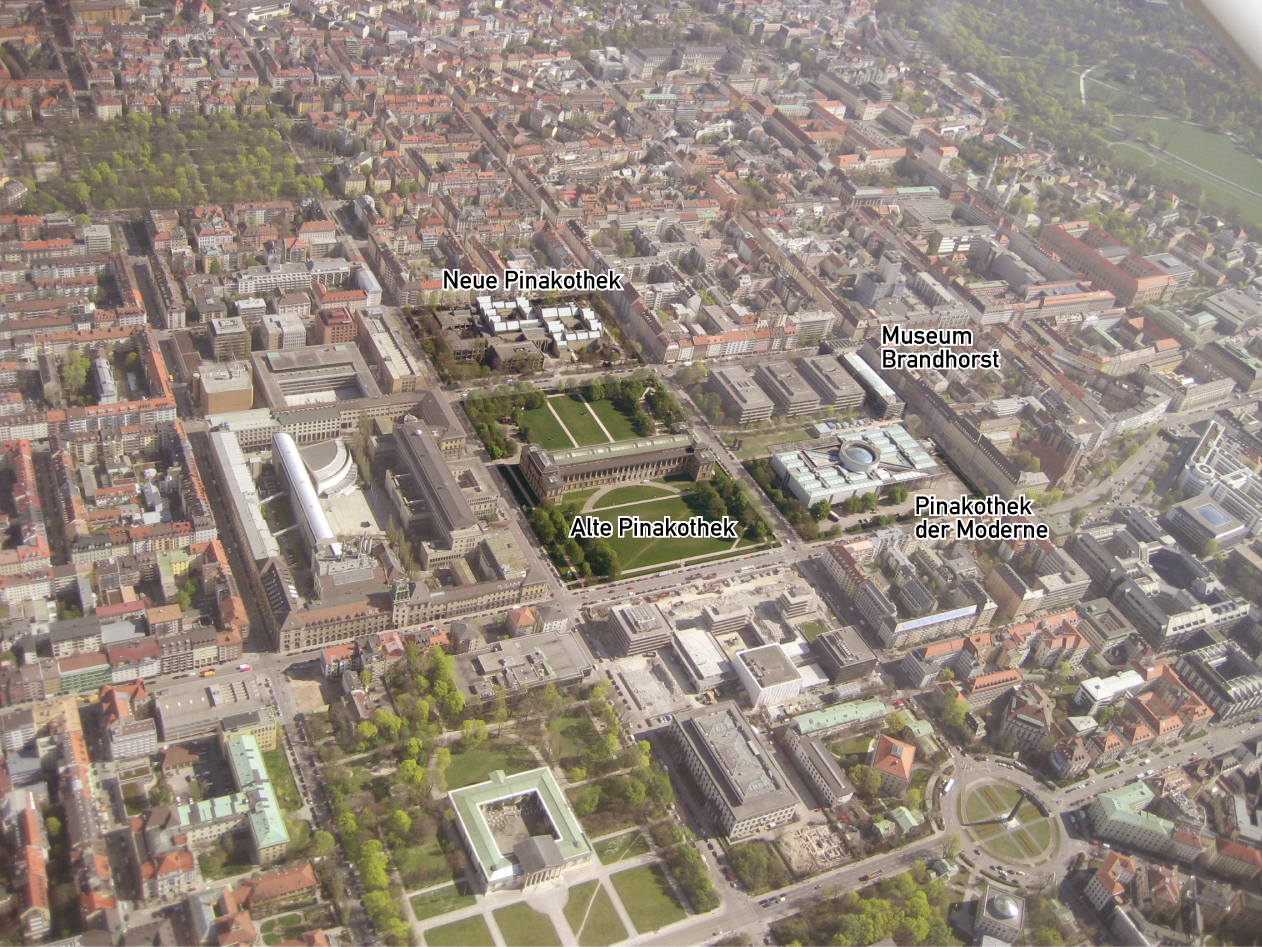
El KUNSTAREAL, vista aérea.

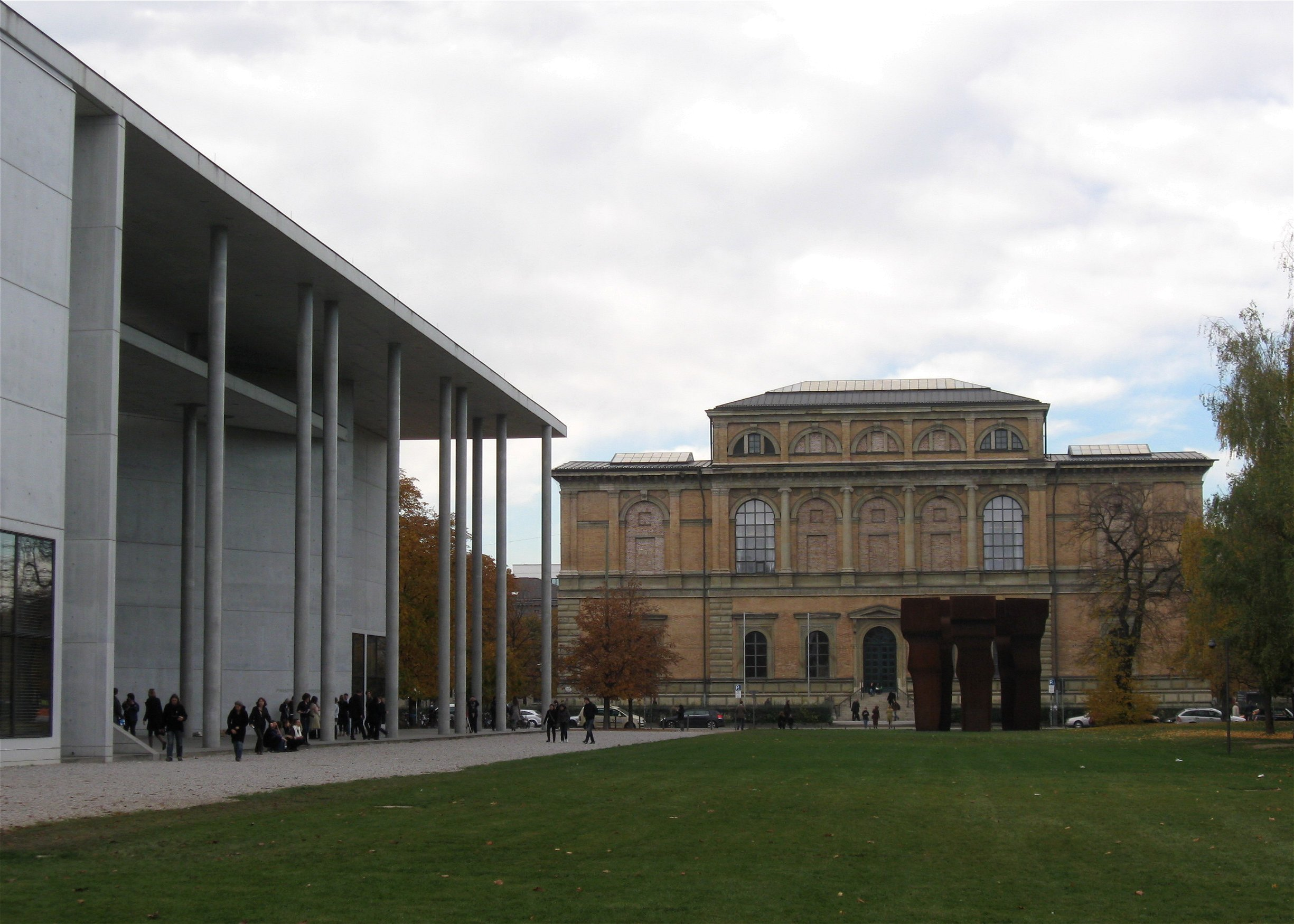
La vieja pinacoteca y la de los modernos.

El Pinakothek der Moderne es un museo de arte situado en pleno centro de Múnich, integrante del llamado "Kunstareal" (distrito de arte) y que engloba a todos los museos de la ciudad:
la Antigua Pinacoteca, la Nueva Pinacoteca, el Museum Brandhorst, la Antikensammlungen, la Gliptoteca de Múnich y la Galerie im Lenbachhaus, además del Ägyptisches Museum y la Universidad del cine y la televisión.

## El edificio
Obra del alemán Stephan Braunfels, se inauguró en septiembre de 2002 después de siete años de construcción. En la fachada modernista rectilínea, cada una de las esquinas se conecta con una rotonda, cada esquina está dedicada a una disciplina artística: Arte, Arquitectura, Diseño y Obra en Papel.

## Colección
La Pinakothek der Moderne unifica la "Sammlung Moderne Kunst", la "Staatliche Graphische Sammlung", la "Neue Sammlung" en un solo edificio, convirtiéndose en uno de los museos más completos de Europa. 

### Colección de Arte Moderno
La colección se inició con Naturaleza muerta con geranios en 1905 de Henri Matisse, aumentando desde 1945 con obras alojadas en la Haus der Kunst y donaciones y nuevas adquisiciones de Expresionismo, Fauvismo, Cubismo, Bauhaus, Surrealismo, Pop Art y Minimalismo. 
En el primer piso se hallan obras de Georges Braque, Fernand Léger, Juan Gris, Umberto Boccioni, Robert Delaunay, Joan Miró y René Magritte, Lyonel Feininger, Oskar Kokoschka, László Moholy-Nagy, Otto Dix, Max Ernst, Giorgio de Chirico, Salvador Dalí, Francis Bacon, Pablo Picasso y Max Beckmann.
Obras alemanas de Die Brücke y Der Blaue Reiter, Ernst Ludwig Kirchner, Erich Heckel, Karl Schmidt-Rottluff, Emil Nolde y Franz Marc, August Macke, Paul Klee, Alexej von Jawlensky y Wassily Kandinsky.

## Obras a partir de 1960
Con ejemplos de Lucio Fontana, Alberto Burri, Jannis Kounellis, Andy Warhol, Jasper Johns, Robert Rauschenberg, Robert Motherwell, Franz Kline, Antoni Tàpies, Cy Twombly, Willem de Kooning, George Segal, Richard Serra, Dan Flavin, Donald Judd, Fred Sandback, Joseph Beuys, Blinky Palermo, Henry Moore, Marino Marini, Per Kirkeby, Georg Baselitz, Gerhard Richter, Sigmar Polke, Bruce Nauman, Marlene Dumas, Günther Förg, Jörg Immendorff, Mike Kelley, Martin Kippenberger, David Salle, Rosemarie Trockel, David Hockney, Hermann Nitsch, Wolf Vostell y otros.

### Colección de obra en papel
La colección estatal bávara se originó con los Wittelsbach e incluye piezas de Albrecht Dürer, Rembrandt, Michelangelo, Leonardo da Vinci, Paul Cézanne, Henri Matisse, Paul Klee y David Hockney.

### Museo de arquitectura
La base de la colección se estableció en 1868 y es la mayor de Alemania con ejemplos de François de Cuvilliés, Balthasar Neumann, Gottfried Semper, Le Corbusier y Günter Behnisch.

### Colección de diseño
La colección de modernismo fue fundada en 1925 y posee 70,000 objetos. La "Neue Sammlung" es uno de los más notables museos de artes aplicadas del siglo XX y el mayor de diseño industrial.

## Galería

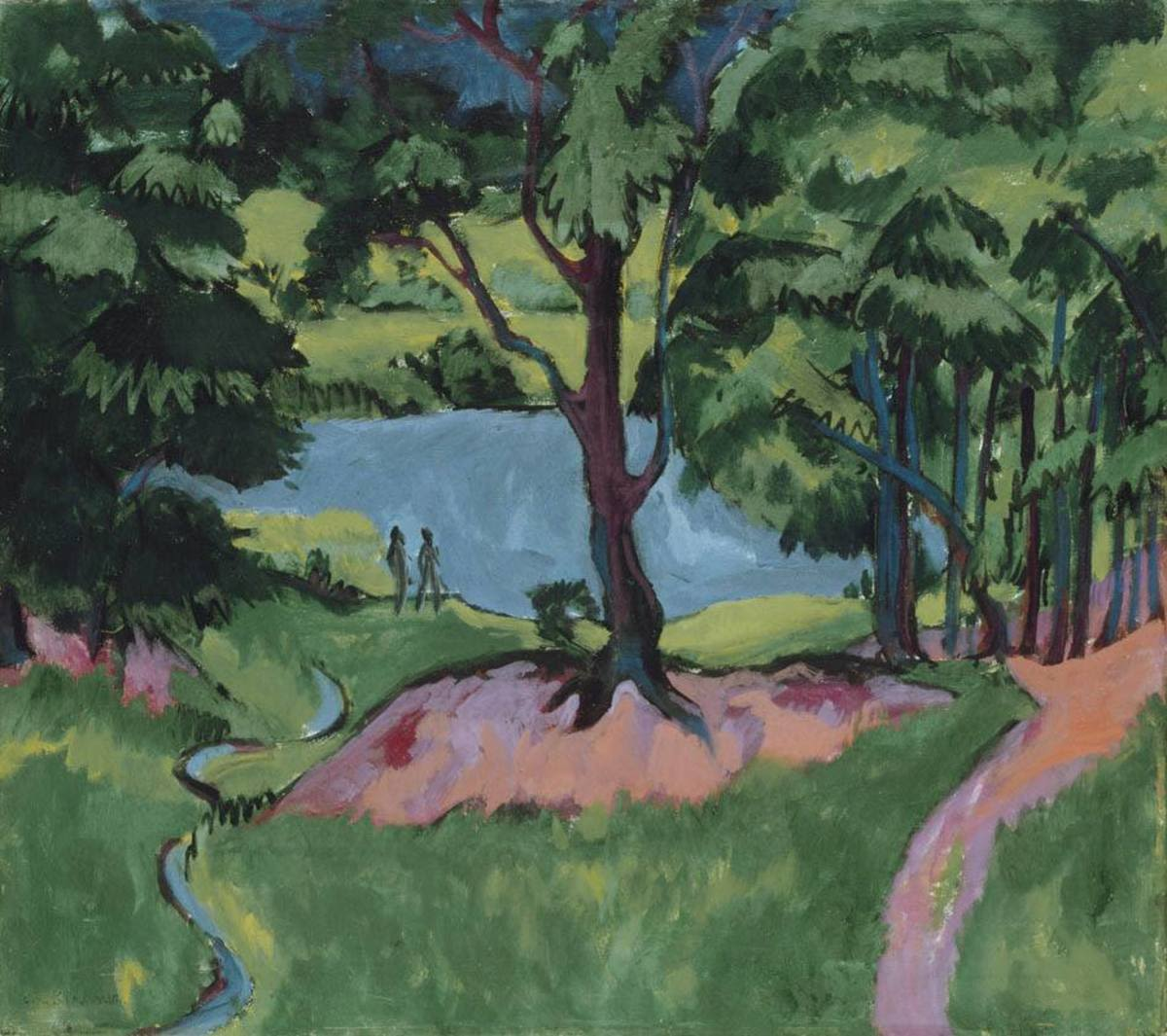
Ernst Ludwig Kirchner "Bohemian Lake" 1911
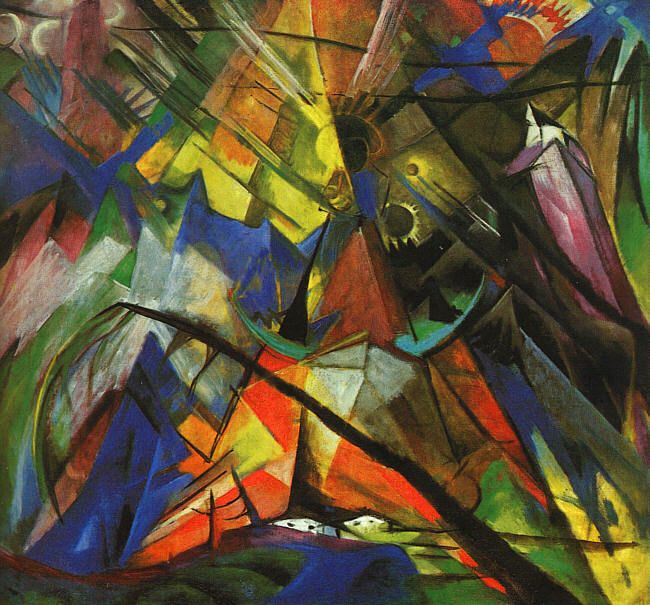
Franz Marc "Tyrol" 1914